# Фини, Себастьян
Себастьян Фини Карстенсен (дат. Sebastian Fini Carstensen, род. 26 марта 1995, Хеллеруп, Копенгаген) — датский профессиональный маунтинбайкер и велокроссовый гонщик. Семикратный победитель Чемпионата Дании по маунтинбайку в кросс-кантри (XCO).

## Карьера
Первых успехов в маунтинбайке Фини добился на национальном уровне и в составе датской эстафетной команды по кросс-кантри, с которой он завоевал медали на чемпионате мира и чемпионате Европы. Только в сезоне 2017 года, последнем для него в U23, он попал в тройку лучших на этапе Кубка мира U23 в Нове-Место-на-Мораве и едва не упустил медаль на чемпионате мира, заняв четвёртое место в кросс-кантри (XCO, олимпийский вид) среди гонщиков до 23 лет. Занимался под руководством Томаса Бонне.
После перехода в элиту Фини поначалу не смог добиться заметных результатов. Лишь в сезоне 2021 года он утвердился среди лучших в мире. С титулом чемпиона страны он был заявлен на летние Олимпийские игры в Токио, где занял 22-е место в кросс-кантри. Месяц спустя на чемпионате Европы он завоевал свою первую медаль на международных первенствах, став серебряным призёром в кросс-кантри. В сезоне 2022 года он повторил свой результат на чемпионате Европы. Он также занял лучшие места в своей карьере на Кубке мира: четвёртое место в олимпийском виде в Петрополисе и третье место в шорт-треке (XCC) в Мон-Сент-Анне.
Помимо маунтинбайка, Фини ежегодно участвует в национальных чемпионатах по велокроссу и по состоянию на 2013 год выигрывал этот титул в общей сложности восемь раз. Он также иногда участвовал в чемпионатах мира и Кубке мира, но без каких-либо заметных результатов.

## Достижения

### Велокросс
2017—2018
 Чемпион Дании по велокроссу
2018—2019
 Чемпион Дании по велокроссу
2019—2020
 Чемпион Дании по велокроссу
2020—2021
 Чемпион Дании по велокроссу
2022—2023
 Чемпион Дании по велокроссу

### Маунтинбайк
| Токио 2020 22-й на кросс-кантри Валлнорд 2015 2-й в смешанной командной эстафете Кэрнс 2017 2-й в смешанной командной эстафете Ленцерхайде 2018 3-й в смешанной командной эстафете Ле-Же 2022 6-й в кросс-кантри шорт-трек Глентресс-Форест 2023 3-й в смешанной командной эстафете Дарфо-Боарио-Терме 2017 2-й в смешанной командной эстафете Брно 2019 3-й в смешанной командной эстафете Нови-Сад 2021 2-й в кросс-кантри Мюнхен 2022 2-й в кросс-кантри Крыница-Здруй 2023 Чемпион Европы в смешанной командной эстафете 7-й на кросс-кантри | Кросс-кантри U23 2016: 9-й в генеральной классификации 2017: 10-й в генеральной классификации Кросс-кантри, элита 2022: 16-й в генеральной классификации 2023: 25-й в генеральной классификации Кросс-кантри шорт-трек 2022: 9-й в генеральной классификации 2023: 18-й в генеральной классификации | 2014 Чемпион Дании по кросс-кантри 2015 Чемпион Дании по кросс-кантри 2016 2-й на Чемпионате Дании по кросс-кантри 2017 Чемпион Дании по кросс-кантри 2018 Чемпион Дании по кросс-кантри 2019 Чемпион Дании по кросс-кантри 2020 Чемпион Дании по кросс-кантри марафону 2-й на Чемпионате Дании по кросс-кантри 2021 2-й на Чемпионате Дании по кросс-кантри 2022 Чемпион Дании по кросс-кантри |

### Видео
- Себастьян Фини перед Олимпиадой в Париже, 2024 на YouTube (англ.)
- Спортсмен глобальной команды Toyota Себастьян Фини Карстенсен, 2024 на YouTube (датск.)
- Команда Toyota - Себастьян Фини Карстенсен, 2022 на YouTube (датск.)
- «Мой собственный путь" Себастьяна Фини - Team KMC Orbea, 2022 на YouTube (англ.)
- Встреча с профессионалами - Себастьян Фини, 2021 на YouTube (англ.)
- Tacx Turbo Talks Ep.17 с Себастьяном Фини, 2019 на YouTube (англ.)
- Ориентируйтесь на.... Себастьяна Фини Карстенсена! GoTokyo2020, 2019 на YouTube (англ.)
- Себастьян Фини после победы в DM-кроссе (2019) на YouTube (датск.)
- Грант, Фини и Мартинс, Кубок мира в Альбштадте 2018 на YouTube (англ.)
- Датский национальный чемпион Себастьян Фини Карстенсен, 2017 на YouTube (англ.)
- Командная эстафета EM - Себастьян Фини, 2017 на YouTube (англ.)
- Себастьян Фини на Danmarksmester i MTB XCO 2017 на YouTube (датск.)
- Летающий Фини - 4 этап Кубка мира Ленцерхайде 2017 на YouTube (англ.)
- Кубок мира UCI среди мужчин до 23 лет Нове-Место Чехия 2017 на YouTube (англ.)
- Себастьян Фини Карстенсен побеждает в Бад Зекингене, 2017 на YouTube (англ.)
- DM кросс 2016 - Интервью с Себастьяном Фини на YouTube (датск.)
- Себастьян Фини DM / NM / VM, 2014 на YouTube (датск.)
- Себастьян Фини Карстенсен, 2014 на YouTube (датск.)